# Contarinia pyrivora
Contarinia pyrivora är en tvåvingeart som först beskrevs av Riley 1886.  Contarinia pyrivora ingår i släktet Contarinia och familjen gallmyggor. Inga underarter finns listade i Catalogue of Life.